# Sugihen (Juhar)
Sugihen is een bestuurslaag in het regentschap Karo van de provincie Noord-Sumatra, Indonesië. Sugihen telt 783 inwoners (volkstelling 2010).